# Neu Bartelshagen
Neu Bartelshagen település Németországban, Mecklenburg-Elő-Pomeránia tartományban. Lakosainak száma 320 fő (2017. december 31.).

## Népesség
A település népességének változása:

| 2014 | 335 |
| 2017 | 320 |